# Willemsbrug (Rotterdam)
Le Willemsbrug (en français, pont Guillaume), est un pont routier sur la nouvelle Meuse situé au nord du pont Érasme, dans le centre de Rotterdam aux Pays-Bas. Ce pont est nommé en l'honneur de Guillaume III, roi des Pays-Bas à l'époque de l'inauguration du premier pont portant le même nom.

## Histoire

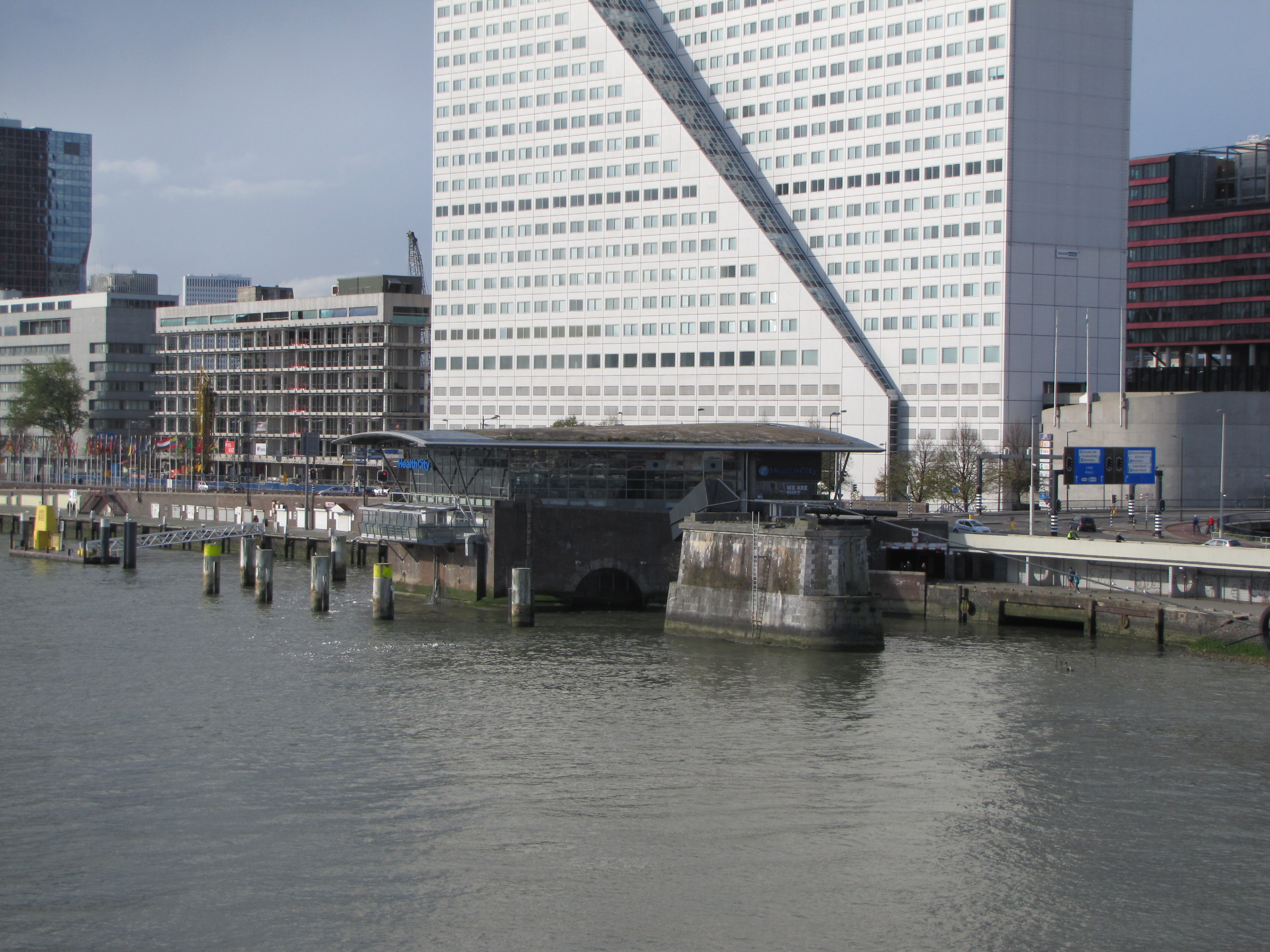
Les pylônes des anciens ponts Willemsbrug (2017).

### Les ponts duXIXesiècle
Le premier pont (détruit ensuite pour être remplacé par le nouveau pont et le tunnel ferroviaire qui porte le même nom) était un ensemble de deux ponts : un pont ferroviaire et un pont pour la circulation des voitures et piétons, mis en service en 1878. 
Le réseau ferroviaire passait sur l'avenue Binnenrotte pour rejoindre la gare Delfstepoort (ancienne gare remplacée par la Gare centrale), au nord. Au sud, la voie ferroviaire poursuivait sa route en passant sur le pont levant Koningshavenbrug, appelle familièrement De Hef. Des pylônes de l'ancien pont ferroviaire restent visibles sur les berges. 

### Bataille de Rotterdam
Durant l'invasion de l'armée allemande, le pont Willemsbrug est le théâtre d'une importante bataille qui se termine par la capitulation de l'armée néerlandaise et par le bombardement de la ville.

### Nouveau pont
La construction du pont actuel est achevée en 1981.

## Galerie

Willemsbrug
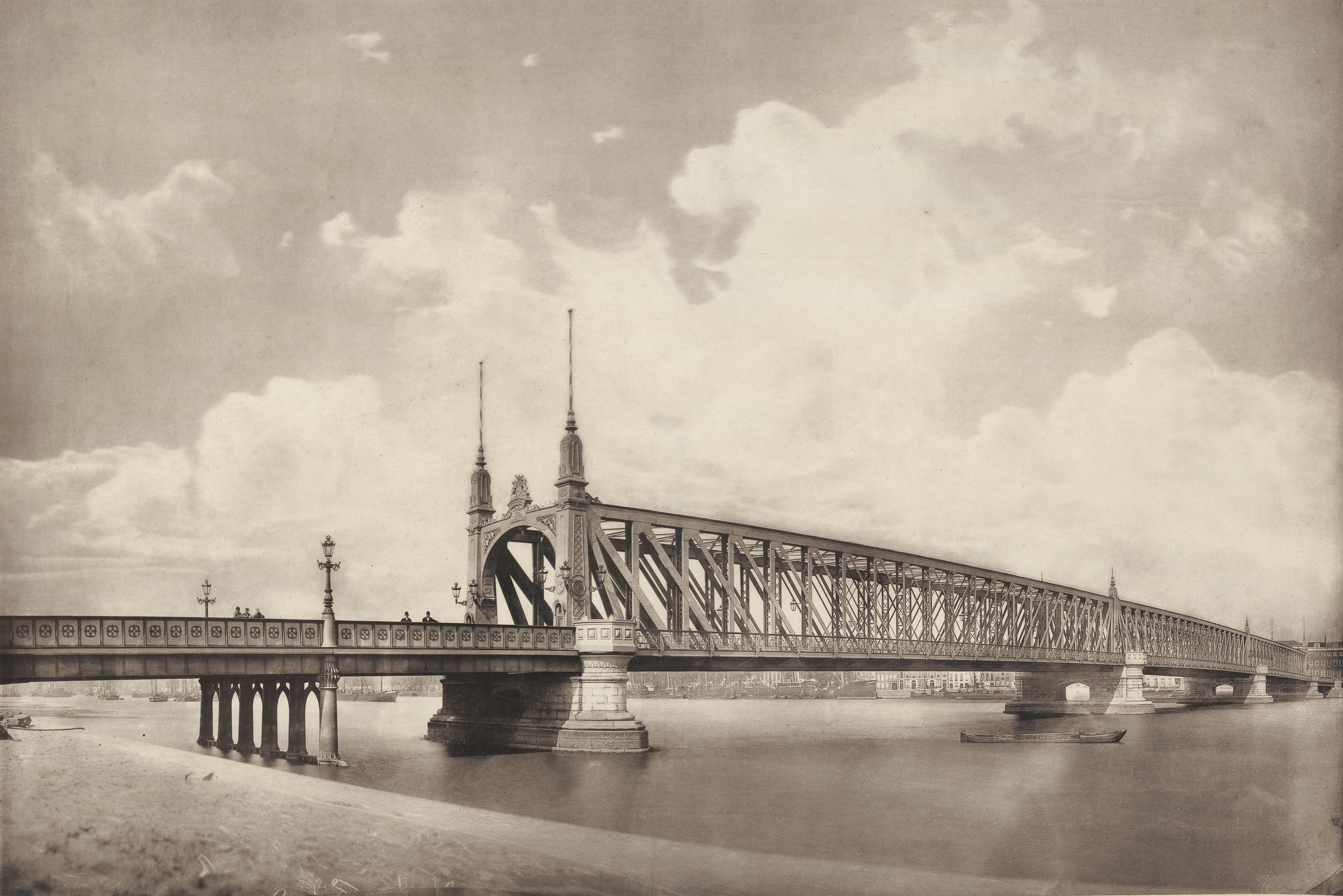
L'ancien pont Guillaume construit en 1878.
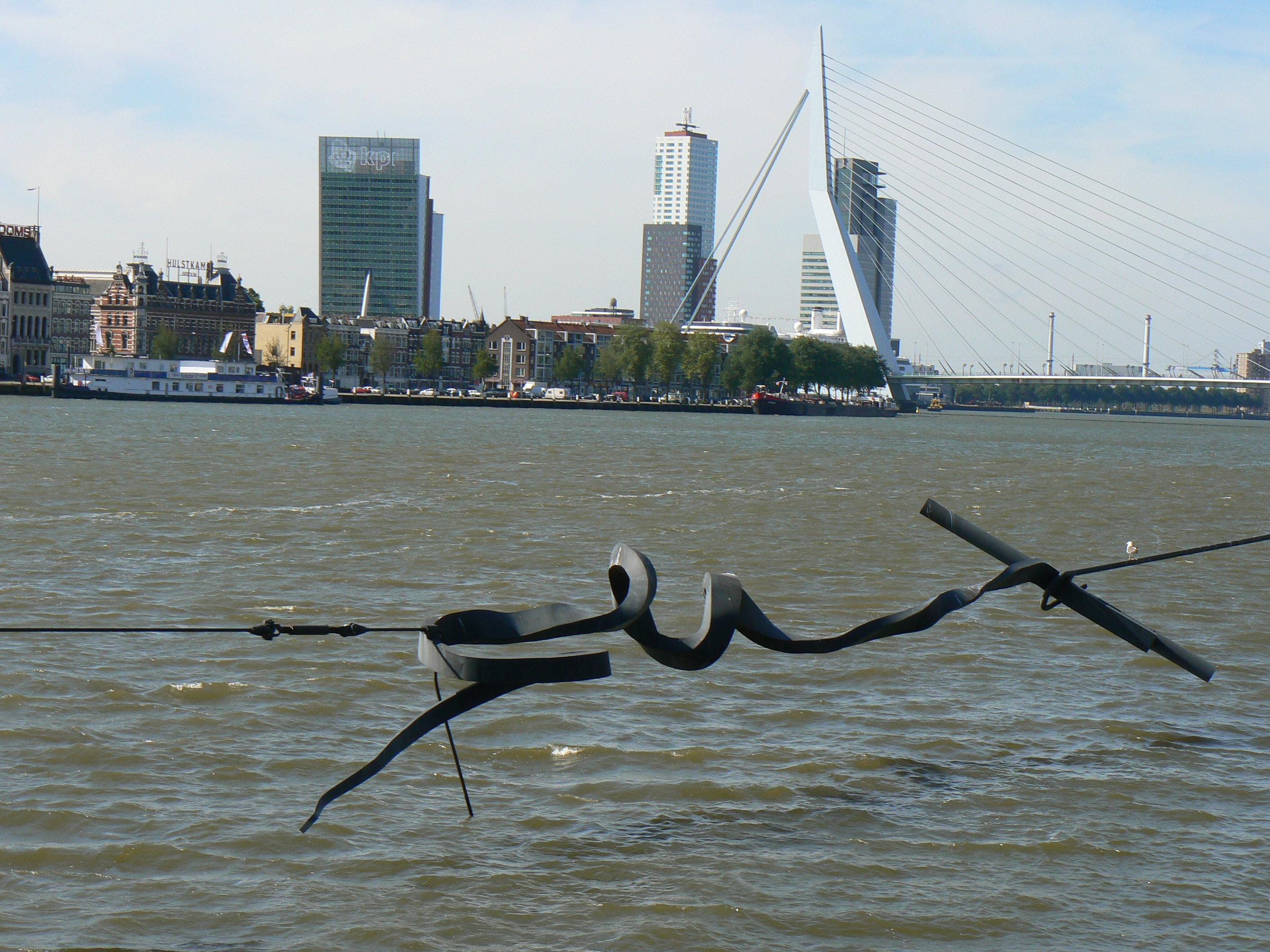
La Maasbeld, œuvre d'art du sculpteur néerlandais Auke de Vries, jouxte le pont.
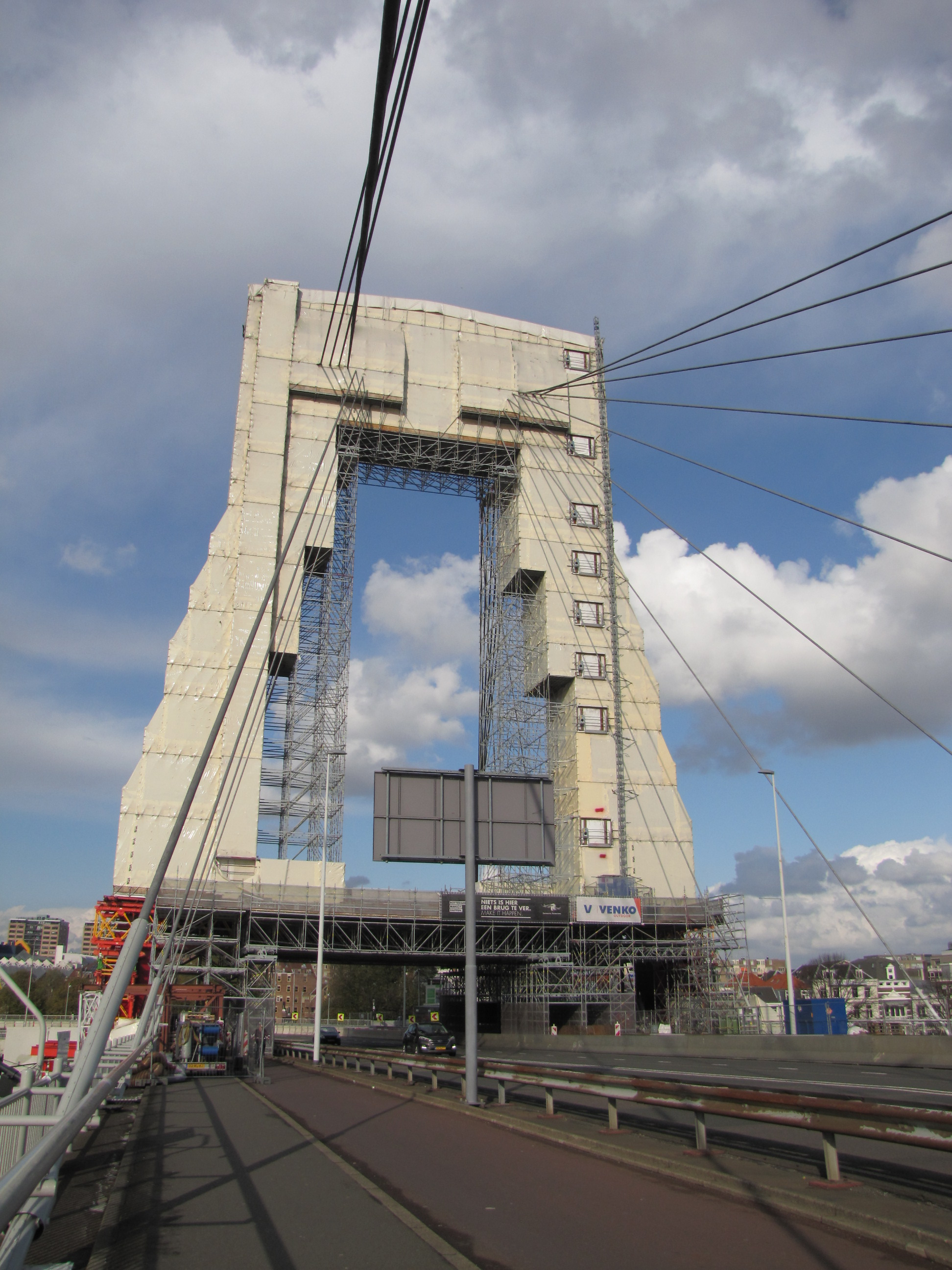
Restauration du pont en 2017.
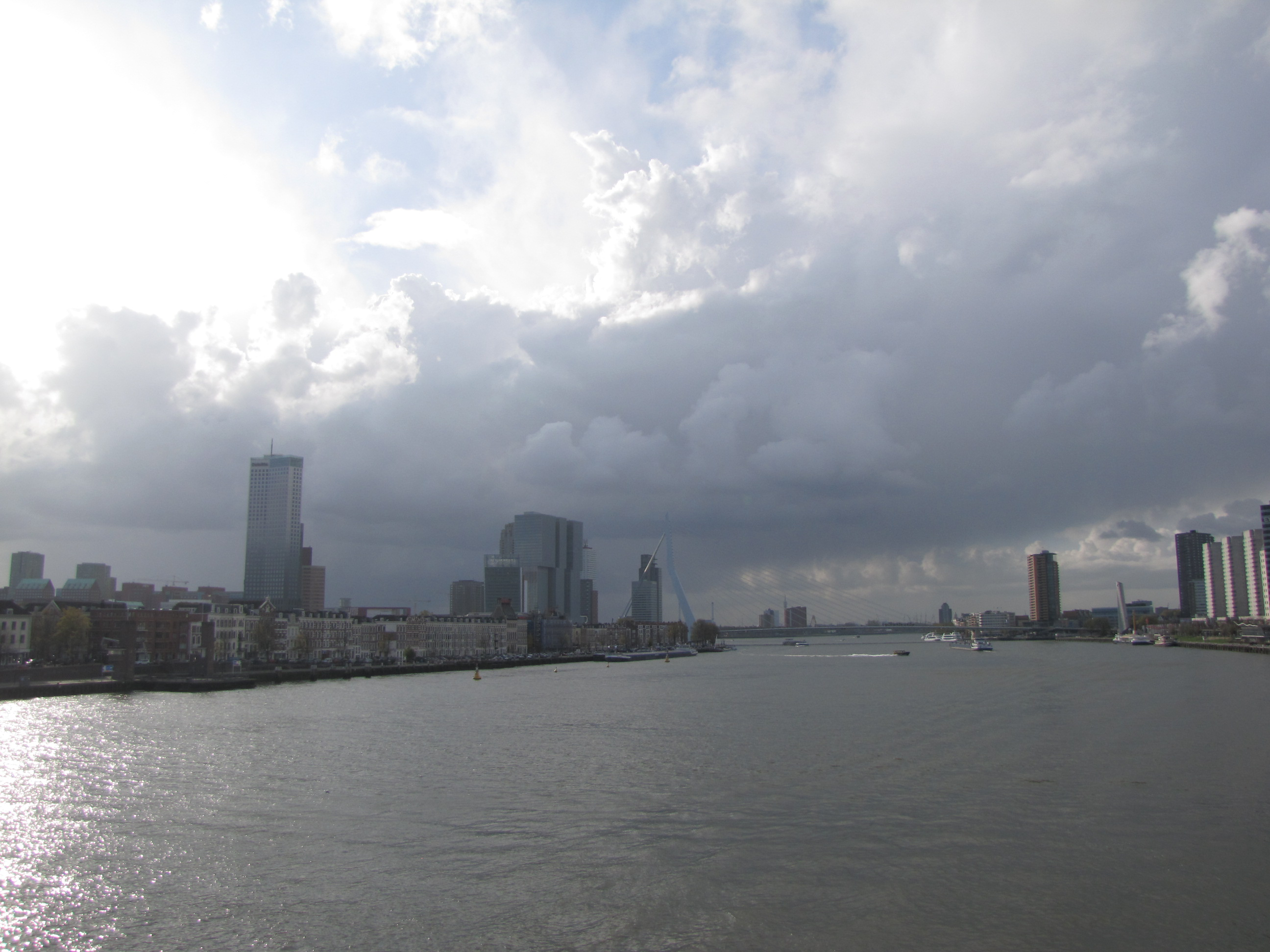
Vue panoramique du paysage urbain de Rotterdam depuis le pont Guillaume (2017) : l'île Noordereiland au premier plan à gauche et les gratte-ciels de Kop van Zuid en arrière plan.